# Van Oord
Van Oord è un'azienda olandese specializzata nell'ingegneria marittima e nell'offerta di soluzioni per la costruzione e la manutenzione di infrastrutture marittime. Fondata nel 1868, Van Oord ha una vasta esperienza nel settore e si occupa di una varietà di progetti che includono la realizzazione di porti, la costruzione di dighe e la protezione delle coste, la bonifica di terreni e la creazione di isole artificiali.
Inoltre, Van Oord è attiva anche nel settore delle energie rinnovabili, in particolare nell'installazione di parchi eolici offshore e nella costruzione di infrastrutture per l'energia eolica marina. L'azienda dispone di una vasta flotta di navi e attrezzature specializzate per eseguire i progetti in modo efficiente e sicuro.
In sintesi, Van Oord si occupa di progetti di ingegneria marittima e infrastrutture offshore, fornendo soluzioni innovative e sostenibili per le sfide del settore.
Alcuni dei suoi progetti più noti sono l'IJsselmeer nei Paesi Bassi, le Palm Islands e The World a Dubai, negli Emirati Arabi Uniti.